# Paganese Calcio 1926 2006-2007
Questa voce raccoglie le informazioni riguardanti la Paganese Calcio 1926 nelle competizioni ufficiali della stagione 2006-2007.

## Rosa
| N. |                    | Ruolo | Calciatore             |
| -- | ------------------ | ----- | ---------------------- |
|    | Italia (bandiera)  | D     | Armando Caponigro      |
|    | Italia (bandiera)  | P     | Massimo Cilumbrello    |
|    | Italia (bandiera)  | A     | Alessandro Corallo     |
|    | Italia (bandiera)  | D     | Fabio De Sanzo         |
|    | Italia (bandiera)  | D     | Carmine Di Napoli      |
|    | Italia (bandiera)  | D     | Pasquale Esposito      |
|    | Italia (bandiera)  | D     | Aris Falzone           |
|    | Nigeria (bandiera) | A     | Kalechi Francis Ibekwe |
|    | Italia (bandiera)  | D     | Nicola Fumai           |
|    | Italia (bandiera)  | A     | Marco Fummo            |
|    | Italia (bandiera)  | P     | Francesco Gallo        |
|    | Italia (bandiera)  | D     | Nello Gambi            |
|    | Italia (bandiera)  | C     | Antonio Guarro         |

| N. |                   | Ruolo | Calciatore         |
| -- | ----------------- | ----- | ------------------ |
|    | Italia (bandiera) | C     | Pasquale Izzo      |
|    | Italia (bandiera) | C     | Giuseppe Librizzi  |
|    | Italia (bandiera) | C     | Andrea Musacco     |
|    | Italia (bandiera) | P     | Giancarlo Petrocco |
|    | Italia (bandiera) | D     | Domenico Rega      |
|    | Italia (bandiera) | D     | Claudio Risi       |
|    | Italia (bandiera) | D     | Massimo Russo      |
|    | Italia (bandiera) | C     | Francesco Scarpa   |
|    | Italia (bandiera) | C     | Giovanni Serrapica |
|    | Italia (bandiera) | C     | Andrea Tricarico   |
|    | Italia (bandiera) | C     | Carlo Vicedomini   |
|    | Italia (bandiera) | D     | Fabio Zaccardi     |